# Entença (metrostation)
Entença is een metrostation aan lijn 5 van de Metro van Barcelona. Het is in 1969 geopend, als het eerste stuk van lijn 5 (dan nog lijn V) tussen Diagonal en Collblanc geopend wordt. De Castiliaanse naam 'Entenza' wordt in 1982 vervangen door het Catalaanse 'Entença'. 
Dit station ligt onder Carrer Rosselló in het district Eixample tussen Carrer Entença en Carrer Rocafort. Het station heeft zijperrons van 96 meter lang en een kaartverkoop in de toegangshal aan elke zijde. De oostelijke heeft een ingang vanaf Carrer Rocafort en de westelijke vanaf Entença.

## Omgeving
In de buurt van dit station ligt de presó model, een grote gevangenis. 